# 亀田音楽専門学校
『亀田音楽専門学校』（かめだおんがくせんもんがっこう）は、NHK Eテレの音楽教養番組である。

## 概要
「J-POPは、音楽のあらゆる魅力がつまった総合芸術だ」という持論を持つ音楽プロデューサーの亀田誠治が、毎回ミュージシャン1組をゲストに迎え、J-POPのヒット曲を取り上げながら、そこに隠された秘密を紐解いていく。譜面や専門用語も登場するが、音楽理論に詳しくない視聴者にもわかりやすいよう、テロップやナレーションでフォローする。タイトルにある通り、番組を音楽の専門学校での講義に見立てており、亀田が「校長」、進行役のNHKアナウンサー・小野文恵と伴奏担当のキーボーディストが「助手」、各回の出演ミュージシャンが「ゲスト講師」との設定である。
2013年1月3日・4日に、年始の単発番組として、パイロット版的に2夜連続で放送された。このときは「泣ける歌」をテーマに、亀田が長くプロデュースを手掛けているシンガーソングライターの平井堅がゲストに登場した。
2013年10月3日より、同じ音楽系番組の『ミュージック・ポートレイト』の後を受け、毎週木曜日 23:25 - 23:55の枠にて、全12回のレギュラー放送を実施した。1人のゲストが2週に渡って登場し、各週で別のテーマを扱う。毎回番組最後には、トーク部分で取り上げた中から1曲を、亀田の編曲によるスタジオライブで演奏する。この演奏のバンドメンバーのうち、ボーカルはその回のゲスト講師、ベースは亀田、ピアノorキーボードはトーク部分の助手のキーボーディストである。
2014年10月2日より「SEASON 2」として、毎週木曜日 23:00 - 23:45に全12回のレギュラー放送が復活した。放送枠が拡大され、助手が中村慶子に替わった。亀田と中村がJ-POPゆかりの場所を訪ねる「亀さんぽ」のコーナーが挿入された。
2016年1月7日より「SEASON 3」として、毎週木曜日 23:00 - 23:45に放送された。今回は「J-POP」という言葉が誕生した1988年から現在までを4つの時代に区切り、J-POPならではの音楽的な発明の変遷について全4回の“短期集中講座”として放送された。また「講師」とは別に1名ずつゲストがVTR出演した。
オープニング・エンディングのBGMに使用されている音楽は、亀田作曲による番組オリジナル曲である。番組でいちばん多く取り上げられた楽曲は小田和正の「ラブ・ストーリーは突然に」である。また、サザンオールスターズ、Mr.Children等の楽曲も取り上げられる頻度が高い。

## 放送日時
単発版
- 本放送 - 2013年1月3日（木）・1月4日（金）23:00 - 23:30
- 再放送 - 2013年1月25日（金）24:00 - 25:00

SEASON1
- 本放送 - 毎週木曜日 23:25 - 23:55
- 再放送 - 本放送の翌週 毎週水曜日 24:30 - 25:00

SEASON2
- 本放送 - 毎週木曜日 23:00 - 23:45
- 再放送 - 本放送の翌週 毎週水曜日 24:00 - 24:45

SEASON3
- 本放送 - 毎週木曜日 23:00 - 23:44
- 再放送 - 毎週月曜日 1:10 - 1:55（日曜日深夜）

## 出演者
- 校長：亀田誠治（音楽プロデューサー）
- 助手
  - 小野文恵（NHKアナウンサー）（SEASON 1まで）
  - 中村慶子（NHKアナウンサー）（SEASON 2、SEASON 3）
  - キーボーディスト：不定

## 放送リスト
|   | テーマ                           | ゲスト講師 | 放送日         |
| - | -------------------------------- | ---------- | -------------- |
| 1 | 泣ける歌・胸キュンコード学       | 平井堅     | 2013年01月03日 |
| 2 | 泣ける歌・メラメラのメロディー学 | 平井堅     | 2013年01月04日 |

| #  | テーマ                           | ゲスト講師       | ピアノ助手 | 放送日         |
| -- | -------------------------------- | ---------------- | ---------- | -------------- |
| 01 | おもてなしのイントロ術           | アンジェラ・アキ | 斎藤有太   | 2013年10月03日 |
| 02 | アゲアゲの転調学                 | アンジェラ・アキ | 斎藤有太   | 2013年10月10日 |
| 03 | 無敵のヨナ抜き音階               | 秦基博           | 皆川真人   | 2013年10月17日 |
| 04 | オトナのコード学                 | 秦基博           | 皆川真人   | 2013年10月24日 |
| 05 | 七変化のテンポ学                 | KREVA            | 鶴谷崇     | 2013年10月31日 |
| 06 | 韻をふんだっていいんじゃない     | KREVA            | 鶴谷崇     | 2013年11月07日 |
| 07 | ツンデレのシカケ術               | 槇原敬之         | 斎藤有太   | 2013年11月14日 |
| 08 | フライング・ゲットのメロディー学 | 槇原敬之         | 斎藤有太   | 2013年11月21日 |
| 09 | ダメ押しのメロディー学           | JUJU             | 森俊之     | 2013年11月28日 |
| 10 | 玉手箱のマイナー術               | JUJU             | 森俊之     | 2013年12月05日 |
| 11 | 胸熱のファルセット美学           | 森山直太朗       | 皆川真人   | 2013年12月12日 |
| 12 | 弱起は強気                       | 森山直太朗       | 皆川真人   | 2013年12月19日 |

| #  | テーマ                                     | ゲスト講師     | ピアノ助手 | 亀さんぽ                            | 放送日         |
| -- | ------------------------------------------ | -------------- | ---------- | ----------------------------------- | -------------- |
| 01 | J-POP ギター学〜主役編〜                   | 布袋寅泰       | 皆川真人   | 日本武道館 （東京都千代田区）       | 2014年10月02日 |
| 02 | J-POP ギター学〜名脇役編〜                 | 布袋寅泰       | 皆川真人   | 日本武道館 （東京都千代田区）       | 2014年10月09日 |
| 03 | 元気が出るリズム学                         | miwa           | 斎藤有太   | 下北沢 （東京都世田谷区）           | 2014年10月16日 |
| 04 | お客さまもアーティストです                 | miwa           | 斎藤有太   | 下北沢 （東京都世田谷区）           | 2014年10月23日 |
| 05 | 恋するコード学〜純情編〜                   | スキマスイッチ | 斎藤有太   | 日比谷野外音楽堂 （東京都千代田区） | 2014年10月30日 |
| 06 | 恋するコード学〜小悪魔編〜                 | スキマスイッチ | 斎藤有太   | 日比谷野外音楽堂 （東京都千代田区） | 2014年11月06日 |
| 07 | ハモハモ大作戦                             | ゴスペラーズ   | 上杉洋史   | （なし）                            | 2014年11月13日 |
| 08 | 揺れる心のビブラート                       | ゴスペラーズ   | 上杉洋史   | （なし）                            | 2014年11月20日 |
| 09 | 無敵のボーカル術〜相棒編〜                 | ゆず           | 斎藤有太   | 福岡（福岡県）                      | 2014年11月27日 |
| 10 | “タタタ”のリズム学〜3連さんいらっしゃ～い! | ゆず           | 斎藤有太   | 福岡（福岡県）                      | 2014年12月04日 |
| 11 | トドメのメロディー学                       | 横山剣         | 斎藤有太   | 東洋化成 （神奈川県横浜市鶴見区）   | 2014年12月11日 |
| 12 | サビサビ大作戦                             | 横山剣         | 斎藤有太   | 東洋化成 （神奈川県横浜市鶴見区）   | 2014年12月18日 |

| # | テーマ                               | 西暦           | ゲスト講師     | VTR出演  | ピアノ助手 | 放送日        |
| - | ------------------------------------ | -------------- | -------------- | -------- | ---------- | ------------- |
| 1 | J-POP 誕生〜胸キュン革命の時代〜     | 1988年〜1993年 | いきものがかり | 織田哲郎 | 皆川真人   | 2016年1月07日 |
| 2 | J-POP大躍進 〜インパクト合戦の時代〜 | 1994年〜1999年 | GLAY           | 小室哲哉 | 斎藤有太   | 2016年1月14日 |
| 3 | J-POP文明開化 〜楽園へようこそ〜     | 2000年〜2005年 | RIP SLYME      | 小林武史 | 皆川真人   | 2016年1月21日 |
| 4 | J-POPの現在、そして未来              | 2006年〜2015年 | 星野源         | 秋元康   | 皆川真人   | 2016年1月28日 |

## スタッフ
SEASON 3のエンドロールより。
- ナレーション：守本奈実アナウンサー
- 資料提供：オリコン
- プロデューサー：甲斐洋威
- 制作統括：小池明久
- 演出：今井章人(#1)／鎌野瑞穂(#2,4)／大久保寿一(#3)
- 制作・著作：NHK

### 注記
1. ↑  12月25日に第1回放送分をアンコール放送。
2. ↑  「キメ」（サビの直前で伴奏とメロディのアクセントを揃える技法）や「ブレイク（英語版）」など、「シカケ」と総称される聴衆を引きつける音楽技法について解説[2]。
3. ↑  KREVAのライブ「908 FESTIVAL 2014」（2014年9月7・8日）の舞台裏を放送[5]。
4. ↑  2014年12月25日に「アンコール放送」として放送された。番組表上は、このアンコール放送の回が最終回となっている。
5. ↑  シング・アロングについての解説。
6. ↑  J-POPで多用される「C→G/B→Am→Em/G→F→C/E→Dm→G」のコード進行（いわゆる「カノン進行」を一部転回させたもの）を「純情コード（進行）」と表現して解説[6]。
7. ↑  J-POPで頻出する「F→G（G/F）→Em→Am」（IV△7→V7→IIIm7→VIm）のコード進行を「小悪魔コード（進行）」と表現して解説[7]。
8. ↑  1日目（11月27日）はライブハウス「照和」（中央区天神）を訪問。2日目（12月4日）は深町健二郎の案内でレコード店「ジューク・レコード」（中央区天神）[8]・ライブハウス「JA-JA」（早良区西新）・ミュージックスクール「音楽塾ヴォイス」（中央区大手門）[9]を紹介。
9. ↑  メロディのサビ終わりから最後の2音に着目し、いわゆる「解決進行」について学ぶ。ポピュラー和声#和音の機能も参照。
10. ↑  日本で唯一、レコードのプレス工場を持つ会社[10]。